# باباخاني (مقاطعة دورود)
باباخاني (بالفارسية: باباخانی) هي قرية تقع في قسم دورود الريفي (مقاطعة دورود) في إيران. يقدر عدد سكانها بـ 415 نسمة بحسب إحصاء 2016.